# Lèmur mostela de Seal
El lèmur mostela de Seal (Lepilemur seali) és una espècie de lèmur mostela. Com tots els lèmurs, és endèmic de Madagascar. És un lèmur mostela gran que mesura 57-64 cm de llargada, dels quals 25-28 cm pertanyen a la cua. És originari del nord-est de Madagascar, on viu en selves pluvials primàries i secundàries d'altitud mitjana.